# Eoporis pedongensis
Eoporis pedongensis là một loài bọ cánh cứng trong họ Cerambycidae.